# Teófilo Yldefonso
Teófilo E. Yldefonso (* 11. November 1902 in Piddig; † 19. Juni 1942 in Capas) war ein philippinischer Schwimmer.

## Biografie
Teófilo Yldefonso wuchs mit zwei Brüdern in Piddig auf, wo er sich im Guisit River selbst das Schwimmen beibrachte. Noch während seiner Kindheit zog er nach Manila und trat 1922 den Philippine Scouts bei. 1923 nahm er erstmals an Schwimmwettkämpfen teil. In den Jahren 1923, 1927, 1930 und 1934 startete er bei den Fernost-Spielen, Vorgängerinnen der Asienspiele. Er entwickelte einen eigenen Stil beim Brustschwimmen, speziell für zierliche Schwimmer aus Asien geeignet, weshalb er auch als „Vater des modernen Brustschwimmens“ bezeichnet wird.
Bei den Olympischen Sommerspielen 1928 in Amsterdam gewann Yldefonso über 200 Meter Brust die Bronzemedaille. Vier Jahre später bei den Olympischen Sommerspielen in Los Angeles konnte er erneut die Bronzemedaille in dieser Disziplin erringen. Er war der erste Filipino, der eine olympische Medaille errang, und ist bisher der einzige, der bei Olympischen Spielen mehr als eine Medaille gewann (Stand 2015). Bei seiner letzten Olympiateilnahme bei den Spielen in Berlin 1936 wurde Yldefonso im Wettkampf über 200 Meter Brust Siebter.
Während des Zweiten Weltkriegs diente Yldefonso als Sergeant in der Schlacht um Bataan. Nach der Kapitulation der philippinischen Truppen geriet er in japanische Kriegsgefangenschaft. Familienerzählungen zufolge soll Tsuruta Yoshiyuki, der 1928 und 1932 Olympiasieger über 200 m Brust geworden war und als Leutnant in der japanischen Armee diente, die Freilassung seines philippinischen Konkurrenten gefordert haben. Yldefonso verstarb jedoch zuvor im Gefangenenlager in Capas, da er keine medizinische Versorgung erhalten hatte.

## Familie
Yldefonso heiratete am 7. Mai 1925 Manuela Ella und zog mit ihr nach Makati. Aus dieser Ehe gingen sechs Kinder hervor. Tochter Norma Yldefonso wurde ebenfalls Schwimmerin und nahm an den Asienspielen 1954 teil, der Urenkel Daniel Coakley startete als Schwimmer bei den Olympischen Sommerspielen 2008 in Peking.

## Erinnerung
2006 wurde in Yldefonsos Heimatsort Piddig ein Denkmal von ihm enthüllt. 2010 wurde er als bis dahin einziger Filipino in die International Swimming Hall of Fame aufgenommen. Sein Name befindet sich auf der Wall of the Missing auf dem Manila American Cemetery.